# 아미가OS 4
아미가OS 4(AmigaOS 4, OS4 또는 AOS4로 줄여서 표기)는 파워PC 마이크로프로세서에서 실행되는 아미가 운영체제 계열이다. 주로 코모도어가 개발한 아미가OS 3.1 소스 코드를 기반으로 하며, 부분적으로는 하아게 & 파트너가 개발한 3.9 버전을 기반으로 한다. (OS 버전 4.0용) "최종 업데이트"는 2006년 12월 24일에 출시되었으며 (원래는 2004년 4월에 출시됨) 아미가로부터 라이선스를 받은 벨기에 회사 하이페리온 엔터테인먼트가 아미가원 등록 사용자를 위해 5년간 개발한 결과물이다.

## 역사

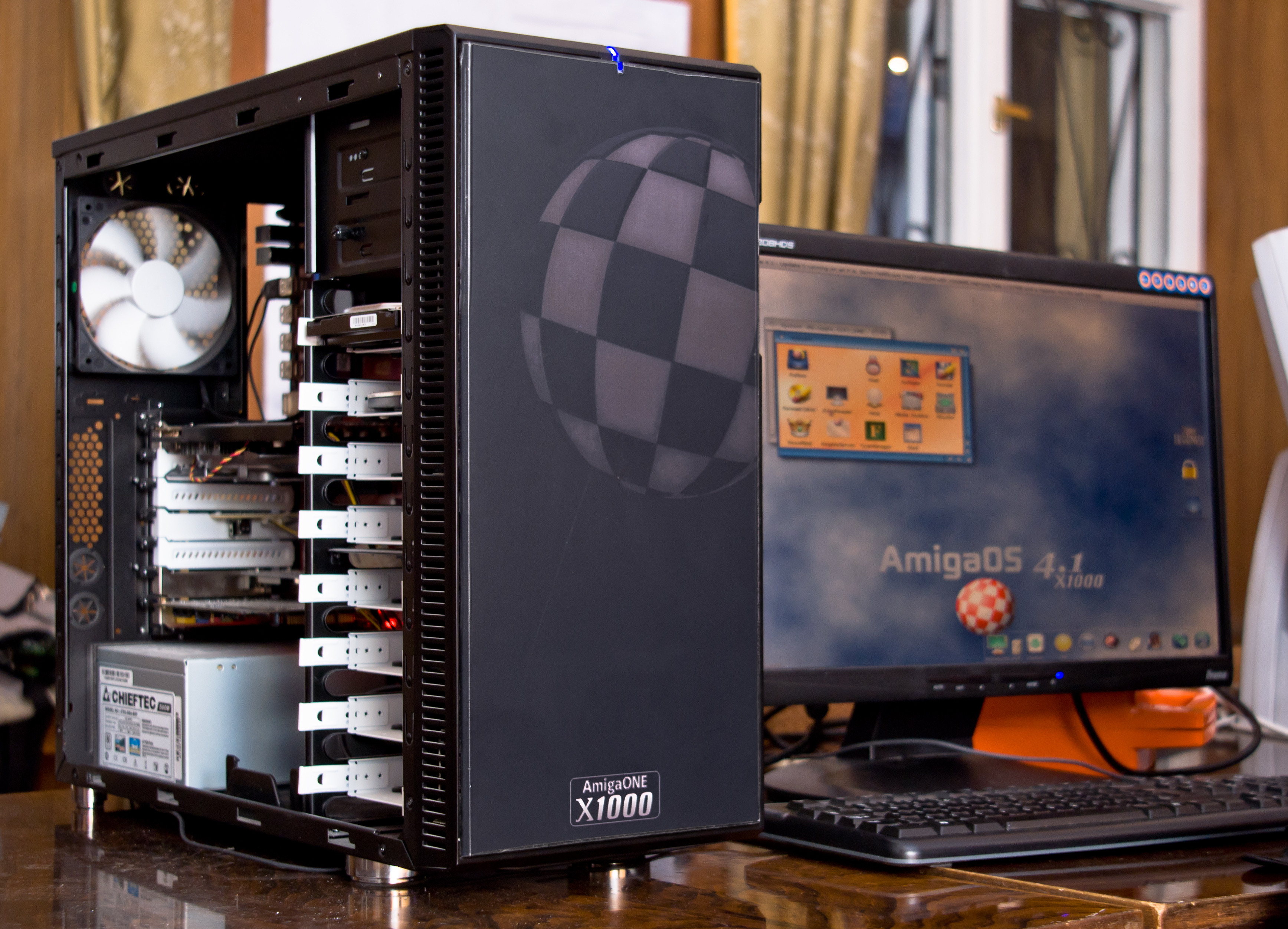
아미가OS 4.1을 실행하는 아미가원 X1000

5년간의 개발 기간 동안 아미가원 장비 구매자들은 하이페리온의 저장소에서 아미가OS 4.0의 프리릴리스 버전을 다운로드할 수 있었다.
2006년 12월 20일, 아미가는 하이페리온 엔터테인먼트와 아미가OS 4 생산 및 판매 계약을 해지했다. 그럼에도 불구하고 아미가OS 4.0은 2007년 11월에 파워업(PowerUP) 가속기 카드가 장착된 아미가용으로 상업적으로 출시되었다 (그때까지는 개발자와 베타 테스터만 사용할 수 있었다). 이탈리아 컴퓨터 회사 ACube Systems는 아미가OS 4와 호환되는 Sam440ep 및 Sam440ep-flex 마더보드를 발표했다. 또한, "모아나"라고 알려진 서드파티 부트로더가 Acube에서 토렌트 사이트에 출시되었다. 이는 OS4의 Sam440ep 버전을 맥 미니 G4에 설치할 수 있게 해준다. 그러나 이는 현재까지 비공식적이며 지원되지 않으며, 특히 드라이버와 관련하여 매우 불완전하다. (하이페리온과 아미가 간의) 사법 절차 동안, OS4는 여전히 개발 및 배포되고 있었다.
2009년 9월 30일, 하이페리온 엔터테인먼트와 아미가는 합의에 도달했으며, 하이페리온은 아미가OS 3.1에 대한 독점적인 권리를 부여받고 아미가OS 4 및 이후 버전의 아미가OS(아미가OS 5 포함)를 제한 없이 판매할 수 있게 되었다. 하이페리온은 아미가 커뮤니티에 2001년 11월부터 해왔던 것처럼 아미가OS 4.x(및 그 이상)의 개발과 배포를 계속할 것을 약속했다.

## 설명
아미가OS 4는 워크벤치와 킥스타트의 두 부분으로 나눌 수 있다.

### 워크벤치
워크벤치는 OS4의 그래픽 사용자 인터페이스이며, 운영체제를 위한 그래픽 인터페이스 파일 관리자 및 애플리케이션 런처이다. 또한 텍스트 입력을 위한 메모장, 이미지 및 Amigaguide 문서를 볼 수 있는 MultiView, 압축 해제를 위한 Unarc, PDF 리더, GUI 및 OS 설정을 변경하기 위한 여러 작은 환경 설정 프로그램과 같은 몇 가지 일반적인 도구 및 유틸리티 프로그램도 포함한다.

### 킥스타트
킥스타트는 OS의 많은 핵심 구성 요소를 포함하고 있다. 아미가OS 버전 4 이전에는 킥스타트가 주로 ROM (컴퓨터에 포함된 하드웨어)으로 출시되었다. OS4에서는 킥스타트가 대신 하드 디스크에 저장된다. 주로 다음으로 구성된다.
- ExecSG, 선점형 멀티태스킹 커널. ExecSG는 토마스 프리덴과 한스-외르크 프리덴이 하이페리온 엔터테인먼트에 라이선스했다.[13][14][15]
- 인튜이션, 창 시스템 API.
- 아미가도스 및 AmigaShell: 아미가도스는 OS용 디스크 운영 체제이며, AmigaShell은 통합 명령줄 인터페이스(CLI)이다. CLI와 GUI는 서로 보완하며 동일한 권한을 공유한다.
- 페튜니아, 파워PC 기반 아미가용 JIT 컴파일이라고도 불리는 동적 재컴파일을 지원하는 모토로라 68020 프로세서 에뮬레이터이다. 이는 OS4에 어느 정도 하위 호환성을 제공하며, 시스템 친화적인(클래식 아미가의 맞춤형 칩셋과 직접 통신하지 않고 OS3.x API를 따르는) 아미가OS 3.x 프로그램만 실행한다.[16] 페튜니아가 처리할 수 없는 프로그램(예: 대부분의 "하드웨어 직접 사용" 아미가 게임 및 아미가 데모)의 경우, 다양한 아미가 칩셋(OCS, ECS, AGA)도 에뮬레이션할 수 있는 UAE를 사용할 수 있다.

## 개발 과정
아미가OS 운영 체제(OS)는 30년의 역사 동안 다양한 버전이 존재했다.

### 버전 1.0에서 1.3까지
최초의 아미가OS는 1985년에 코모도어 인터내셔널에 의해 개발되었다. 코모도어 마케팅 및 판매 부서의 실수로 OS 디스크에 "아미가OS 디스크 (워크벤치)"라는 올바른 이름 대신 "워크벤치 디스크"라고만 표기하여, 그 그래픽 사용자 인터페이스(GUI)의 이름을 따서 워크벤치라는 별명이 붙여졌다. 초기 아미가OS 버전(1.0부터 1.3까지)은 원래의 관습을 보존하기 위해 원래 디스크의 이름으로 여기에 표기된다.

### 버전 2.0에서 3.1까지
워크벤치 2.0의 개선 사항은 아미가 운영 체제의 GUI에 많은 주요 발전을 가져왔다. 파란색과 주황색 색상 구성은 창 테두리에 3D 모양이 있는 회색과 밝은 파란색으로 대체되었다. 워크벤치는 더 이상 640×256 (PAL) 또는 640×200 (NTSC) 디스플레이 모드에 묶이지 않았으며, 미래 확장을 용이하게 하기 위해 시스템의 대부분이 개선되었다. 처음으로 표준화된 "룩앤필"이 추가되었다. 이는 Amiga Style Guide를 만들고, 개발자가 규격에 맞는 소프트웨어를 만드는 데 도움이 되는 라이브러리와 소프트웨어를 포함함으로써 이루어졌다. 기술에는 GUI 요소 생성 라이브러리 gadtools, 소프트웨어 설치 스크립팅 언어 Installer, AmigaGuide 하이퍼텍스트 도움말 시스템이 포함되었다.

### 버전 3.5 및 3.9

아미가OS 3.x의 진화

코모도어 인터내셔널의 몰락 이후, 아미가 상표의 후속 소유자들은 독일 회사인 하아게 & 파트너에게 아미가 운영 체제를 업데이트할 수 있는 라이선스를 부여했다. 이 업데이트와 함께 사람들은 아미가 운영 체제를 부르는 방식이 바뀌었다. 더 이상 "킥스타트" 또는 "워크벤치"라고 명시하는 대신, 업데이트는 주로 단순히 "아미가OS"라고 불렸다.
이전의 모든 OS 릴리스는 68000과 512KB RAM이 장착된 바닐라 아미가 500에서 실행되었지만, 릴리스 3.5부터는 68020 이상과 최소 4MB의 고속 RAM이 필요했다.

### 버전 4.0 및 4.1
2001년 아미가는 하이페리온 엔터테인먼트와 계약을 맺고 이전의 아미가OS 3.1 릴리스를 기반으로 파워PC 네이티브 아미가OS 4를 개발하기로 했다. 모토로라 68k 중앙 프로세서를 기반으로 했던 이전 버전들과 달리, OS4는 파워PC 컴퓨터 시스템에서만 실행된다. 아미가(현재 아미가 상표 소유자)의 아미가OS 4.0 및 이후 버전 배포 정책은 OS4가 모든 새로운 서드파티 하드웨어 "아미가"와 번들되어야 하며, 유일한 예외는 OS4가 별도로 판매되는 Phase5 파워PC 가속기 보드를 장착한 아미가이다. 이 요구 사항은 아미가OS 4 소유권에 대한 소송의 합의에서 아미가와 하이페리온 사이에 도달한 합의로 뒤집혔다.
2014년 하이페리온은 아미가OS 4.1 최종 버전을 출시했으며, 이 버전에는 이전의 모든 다운로드 가능한 업데이트와 RTG 지원을 포함한 통합 그래픽 라이브러리, 2GB 이상의 RAM 지원과 같은 새로운 기능이 포함되었다.

### 버전 4.2
2012년 5월 하이페리온은 아미가OS 4.2를 개발 중이라고 발표했다. 이 버전은 하드웨어 가속 3D 지원, 멀티 코어 지원, 대폭 개선된 파일 시스템 API 및 기타 여러 기능을 도입할 예정이다.

## 아미가OS 4 주요 기능
다른 운영 체제 또는 이전 버전의 아미가OS와 비교할 때의 주요 기능:

### 외관
- 화면: 사용자는 원하는 목적에 따라 원하는 만큼 다양한 화면을 가질 수 있으며, 각 화면에는 자체 애플리케이션이 있다. 또는 여러 애플리케이션이 공유할 수 있는 공용 화면을 열 수도 있다. 화면 간 전환은 즉시 가능하며, 애플리케이션으로 돌아와도 떠난 상태 그대로 유지된다. 심지어 현재 화면을 아래로 끌어 뒤에 있는 다른 화면을 나타나게 할 수도 있으며 (다른 디스플레이 해상도를 가지고 있어도), 두 화면을 동시에 보거나 파일을 한 화면에서 다른 화면으로 드래그 앤 드롭할 수도 있다.[22]
- 메뉴: 메뉴 바는 마우스 오른쪽 버튼을 누르면 화면 상단에 나타나고 필요 없을 때는 사라져 화면 혼란을 줄이고 작업 공간을 더 많이 확보한다.

### 파일 처리
- 설명적인 파일 구조: 운영 체제 파일은 명확하게 레이블이 지정된 서랍(폴더)으로 나뉘어 있다. 예를 들어, 모든 라이브러리는 "Libs:" 표준 가상 장치 및 "Libs" 디렉터리의 절대 경로 찾기에 저장되고, 글꼴은 모두 "Fonts:" 절대 로케이터에, 언어 현지화 파일은 모두 "Locale:" 등에 저장된다.
- RAM 디스크: 가상 하드 드라이브로, 다른 디스크처럼 작동하며 파일을 하드 드라이브가 아닌 메모리에 저장한다. RAM 디스크는 동적으로 크기를 조절할 수 있으며 필요한 만큼의 메모리만 차지한다. 사용자 자신의 목적을 위한 임시 저장소로 사용되거나 소프트웨어 설치 프로그램이 임시 파일을 넣는 장소로 사용될 수 있으며, 재부팅 시 지워지므로 하드 드라이브가 시스템 속도를 저하시키는 수천 개의 불필요한 파일로 어지럽혀지지 않는다. 또한 선택적으로 RAD 디스크가 있는데, 이는 RAM 디스크의 복구 가능한 버전으로, 재부팅 후에도 내용을 보존한다.[23]
- 데이터 형식: 파일 유형을 인식하고 처리한다: 사진 표시, 음악 파일 재생, 비디오 파일 디코딩, 웹 페이지 렌더링 등. 어떤 애플리케이션이든 데이터 형식을 투명하게 액세스할 수 있으므로, 데이터 형식이 있는 모든 파일을 사용할 수 있다.
- 아이콘 처리: 파일은 파일 유형을 나타내는 기본 아이콘 또는 개별 파일에 특정한 사용자 정의 아이콘을 가질 수 있다. 또한 아이콘은 연결된 파일에 대한 추가 명령 및 메타데이터를 저장할 수 있다(예: 어떤 프로그램으로 열지).
- 장치 할당: 드라이브(장치)에 문자나 고정 레이블을 할당하는 대신 각 드라이브에 이름을 부여할 수 있다. 드라이브에는 두 개 이상의 이름을 부여할 수 있으므로 시스템은 항상 항목이 어디에 있는지 알 수 있다. 시스템 부팅 드라이브인 경우 "Sys:"라고도 알려져 있다. 하드 드라이브의 영역은 가상 디스크처럼 레이블을 할당할 수 있다. 예를 들어, MP3 플레이어를 "MP3:"로, 외부 네트워크 리소스를 논리 장치로 마운트할 수 있다.

### 기타
- 라이브 CD: OS4 설치 CD는 라이브 CD로 사용할 수 있다.
- 도키스(Dockies): 아이콘을 위한 완전히 구성 가능한 도킹 바를 제공하여 가장 많이 사용되는 애플리케이션에 빠르게 접근할 수 있도록 한다. "도키"라고 불리는 이 도킹 바 아이콘은 완전히 동적이며, 실시간 콘텐츠를 표시하고 유용한 마이크로 도구 역할을 할 수 있다. 도키는 돋보기 역할을 하거나, 시간을 표시하거나, 인터넷에서 직접 최신 일기 예보 또는 주식 시장 정보를 보여줄 수 있다.
- 스크립트: 스크립팅을 기본 기능으로 구현했다. AREXX 스크립팅 언어와 파이썬을 사용하여 컴퓨터의 거의 모든 애플리케이션과 기능을 자동화, 통합 및 원격 제어할 수 있다. 여러 애플리케이션의 기능 세트와 도구를 단일 통합 인터페이스로 통합하여 가장 복잡한 작업을 최대한 간단하게 수행할 수 있다.
- 그림 리퍼: "Guru Meditation"은 "그림 리퍼"로 대체되었다. 그림 리퍼는 충돌을 감지하고 통제 불능 상태가 되는 것을 막으려는 충돌 처리 시스템이다. 이 시스템은 충돌에 대한 완전한 정보를 제공하고 선택적으로 문제를 일으키는 작업을 중단시킬 수 있다.
- 아미업데이트(AmiUpdate): 최신 아미가OS 4를 위해 특별히 설계된 업데이트 시스템이다.[24] OS 파일과 아미가 표준 업데이트 프로그램을 사용하는 모든 아미가 프로그램을 업데이트할 수 있다. 아미가OS 업데이트는 몇몇 라이브러리를 표준 OS 위치인 "Libs:", "Fonts:" 등에 넣는 것만으로 가능하며, 이는 시스템에 대한 최소한의 지식만 있는 아미가 사용자가 시스템 파일을 수동으로 업데이트하는 데 거의 어려움이 없도록 해준다.
- SDK: 소프트웨어 개발 키트를 사용할 수 있다[25] 이 키트에는 다양한 버전의 GCC 컴파일러, 샘플 코드 및 도구가 포함되어 있어 개발자가 아미가OS 4.1 이상용 프로그램을 만들 수 있다.

## 호환 하드웨어

### 아미가
타사 PPC 추가 보드가 장착된 아미가용으로 출시되었다:
- 블리자드 PPC 장착 아미가 1200
- 블리자드 2604e (프로토타입 카드) 장착 아미가 2000
- 사이버스톰 PPC 장착 아미가 3000 또는 아미가 4000

### 아미가원
아미가원 마더보드용으로 출시되었다:
- AmigaOne-SE (A1-SE)
- AmigaOne-XE (A1-XE)
- Micro-AmigaOne (마이크로-A1)
- 아미가원 X1000 (A1X1K; A1-X1000)
- 아미가원 500 (A1-500), Acube Systems에서 출시한 Sam460ex 보드를 기반으로 한 아미가원 컴퓨터.[26]
- AmigaOne X5000 (A1X5K; A1-X5000)

### 페가수스
페가수스 시스템용으로 출시되었다:
- 페가수스 II (Peg2)[27]

### 사만다
Sam440 시스템용으로 출시되었다:
- Sam440ep[28][7]
- Sam440ep-flex
- Sam460ex[29]

## 버전
|     | 버전                                               | 출시일                           | 도입된 기능 |
| --- | -------------------------------------------------- | -------------------------------- | --- |
| 4.0 | 개발자 사전 공개                                   | 2004년 4월                       | 첫 공개 릴리스 |
| 4.0 | 개발자 사전 공개 업데이트                          | 2004년 10월 10일                 | AltiVec 지원, PowerPC 네이티브 Picasso96 및 MUI, 입력 장치용 USB 지원 |
| 4.0 | 개발자 사전 공개 업데이트 2                        | 2004년 12월 27일                 | USB 대용량 저장 장치 지원 |
| 4.0 | 개발자 사전 공개 업데이트 3                        | 2005년 6월 14일                  | Voodoo 3 (Avenger), Voodoo 4/5 (Napalm) 및 Radeon 7x00 시리즈 그래픽 카드용 PowerPC 네이티브 Warp3D 드라이버; WarpOS 지원 |
| 4.0 | 개발자 사전 공개 업데이트 4                        | 2006년 2월 8일                   | Petunia JIT 68k 에뮬레이터; Voodoo 3/4/5 및 ATI Radeon 모델 7000, 7200, 7500, 9000, 9200, 9250 지원 Warp3D; Intuition이 화면 끌기 지원 |
| 4.0 | 최종 업데이트                                      | 2006년 12월 24일                 | 가상화된 메모리 및 더 빠른 메모리 할당 시스템 (슬랩 할당자); 새로운 아이콘 테마 (Mason 아이콘) |
| 4.0 | 2007년 7월 업데이트                                | 2007년 7월 18일                  | 공유 객체 지원; 파이썬 2.5.1; Tools 및 Utilities 서랍 병합 |
| 4.0 | 클래식 아미가용                                    | 2007년 11월                      | 2007년 7월 업데이트 기준 |
| 4.0 | CyberStormPPC 및 BlizzardPPC용 2008년 2월 업데이트 | 2008년 2월 23일                  | 일부 문제 및 호환성 문제 해결 |
| 4.1 | 아미가OS 4.1                                       | 2008년 9월 17일                  | 메모리 페이징; JXFS 파일 시스템; 하드웨어 합성 엔진; 카이로 장치 독립 2D 렌더링 라이브러리 |
| 4.1 | 퀵 픽스                                            | 2009년 6월 21일                  | 일부 문제 해결 (Warp 3D 드라이버, IDE 드라이버, JXFS) |
| 4.1 | 업데이트 1                                         | 2010년 1월 14일                  | 향상된 합성 효과 (페이딩 및 드롭 섀도); 새로운 알림 시스템 Ringhio; DDC 지원; AppDir: 핸들러 및 URLopen; 새로운 시작 설정; 새로운 아이콘 세트; MiniGL V2.2 |
| 4.1 | 업데이트 2                                         | 2010년 4월 30일                  | 파이썬 업데이트; 카이로 1.8.10 (부분 하드웨어 가속); AmiDock 아이콘 스케일링 지원 |
| 4.1 | 업데이트 3                                         | 2011년 8월 29일                  | USB 2.0 (EHCI) 지원; MUI 업데이트 (MUI 4 애플리케이션 이식 용이) |
| 4.1 | 업데이트 4                                         | 2011년 12월 22일                 | 아미가OS 3.x ROM 및 워크벤치 파일이 포함된 에뮬레이션 서랍; RunInUAE 기여 |
| 4.1 | 업데이트 5                                         | 2012년 1월 28일, 2012년 8월 16일 | 아미가원 X1000용 첫 공개 릴리스, 이후 다른 플랫폼용으로 출시. Warp3D 및 IDE 드라이버 개선; Sam440ep 및 Sam460ex 시스템을 위한 최적화된 DMA 복사 지원; 클래식 호환성 개선 (Catweasel 지원) |
| 4.1 | 업데이트 6                                         | 2012년 11월 30일                 | AmiUpdate를 통한 시스템 구성 요소 자동 업데이트 |
| 4.1 | 업데이트 7                                         |                                  | 내부 업데이트, 최종 사용자에게는 미공개, 기능 불명 |
| 4.1 | 최종판 (업데이트 8)                                | 2014년 12월 18일                 | 2GB 이상의 RAM 지원; RTG 지원을 포함한 새로운 통합 그래픽 라이브러리; 개선된 콘솔; 새로운 Intuition 및 Workbench 기능; 업데이트된 파이썬 포트; 개선된 DOS; 업데이트된 컨텍스트 메뉴; 무제한 메뉴 및 서브 메뉴를 지원하는 새로운 메뉴 시스템; 메뉴의 사진, 이미지 썸네일 미리보기; 독립형 제품으로, 이전 릴리스를 필요로 하지 않으며 4.1 업데이트 6의 업그레이드로 작동하지 않음 |
| 4.1 | 최종판 업데이트 1                                  | 2016년 12월 31일                 | 일반 고속 RAM으로서 Z3 RAM 지원; 2TB보다 큰 디스크 지원; 수많은 버그 수정 |
| 4.1 | 최종판 업데이트 2                                  | 2020년 12월 23일                 | 버그 수정 및 안정성 개선; USB 스택 및 기타 OS 구성 요소 업데이트 |
| 4.1 | 최종판 업데이트 2 핫픽스                           | 2021년 1월 12일                  | 업데이트 2 이후 안정성 문제 해결 |

## 미래
아미가OS 4.2에 대해 하이페리온 엔터테인먼트는 다음 업데이트를 계획했다.
- 다중 코어 지원 (SMP)
- 새로운 ExecSG 스케줄러
  - 스케줄링을 위한 선택 가능한 정책 (태스크별 포함 가능)
  - 해당 그룹 내 태스크의 내부 스케줄링을 통한 태스크 그룹 스케줄링
  - 여러 CPU 코어에 걸쳐 태스크 스케줄링 (코어 선호도 포함 가능)
  - 실시간 스케줄링 지원
- 그래픽 및 Gallium3D
  - 메사와 같은 완전한 OpenGL 구현에 대한 접근 가능
  - 합성은 Gallium3D를 통해 이루어질 수 있음
  - 전체 그래픽 하위 시스템을 교체할 수 있는 길을 열어줌
  - 멀티 헤더 지원

## 같이 보기
- 아미가
- 아미가OS
- 아미가OS 버전
- AROS
- 아미가의 역사
- 리눅스 온 파워
- 모르프OS

## 내용주
- Micro-AmigaOne 및 AmigaOS 4 개발자 사전 공개 리뷰
- Ars Technica 아미가OS 4.0 리뷰
- Ars Technica 아미가OS 4.1 리뷰
- 아미가의 역사, 파트 1
- 아미가OS 4.0 - 네 번째 사전 공개 업데이트